# Werchter
Werchter é uma pequena vila localizada ao norte da Bélgica, na região do município de Rotselaar. É onde acontece o popular festival de música Rock Werchter. É a cidade natal do pintor Cornelius Van Leemputten.